# Онгарбаев, Акай Онгарбаевич
Акай Онгарбаевич Онгарбаев (каз. Ақай Оңғарбайұлы Оңғарбаев; 1909—1974) — советский партийный и политический деятель. Нарком (c 1946 г. Министр) Государственного контроля Казахской ССР (1943—1955). Член РКП(б), коммунист с 1938 года.

## Биография

### Происхождение
Родился 5 марта 1909 года в ауле № 6 (ныне — с. Саудакент Сарысуского района Жамбылской области Казахстана). Происходит из рода Тама племени Жетыру Младшего жуза. Родители — Кондыбаев Онгарбай и Кержагалова Тогжан — имели скотоводческое хозяйство, вели кочевой образ жизни по территории Бетпак-Дала. После Октябрьской революции в результате коллективизации скотоводческих хозяйств семья вошла в состав Тугускенского колхоза. Мать Акая умерла, когда он был ещё ребёнком. До 1924 года жил с отцом и находился на его иждивении.

### Карьера
В 1928 году умер отец и ему пришлось самостоятельно определяться в дальнейшей жизни. Имея начальное образование в пять классов средней школы, он сделал выбор — решил стать финансовым работником. Для этого поступает на курсы по подготовке счётных работников в начале в городе Чимкенте, затем в Алма-Ате и в 1931 году по направлению едет в город Гурьев бухгалтером отделения Государственного банка СССР, после полугода работы его направляют на курсы ответственных работников Госбанка в город Казань, по окончании которых работает старшим экономистом отделения Госбанка в Наринском районе Гурьевской области.
В сентябре 1932 года Онгарбаева, как перспективного работника, направляют на учёбу в город Москву на РабФак в Учебный Комбинат Госбанка СССР, который он заканчивает с отличием в июле 1934 года. Отличаясь целеустремлённостью, большой жаждой знаний Онгарбаев много времени уделял самообразованию, особенно в области общественно-экономических и политических знаний. В этот период в нём проявились качества лидера в среде студенческой молодёжи. Он принимал активное участие в работе комсомольских, партийных и общественных организаций. Являясь кандидатом ВКП(б) с 1932 года Онгарбаев неоднократно избирался секретарём первичных организаций и членом пленума райкома партии города Москвы.
В августе 1934 года он поступает на первый курс Московского института Востоковедения, но проучившись два года, вынужден был перевестись во Всесоюзный Коммунистический институт журналистики им. «Правды», так как институт Востоковедения был расформирован в связи со сталинскими репрессиями. В марте 1938 года ему пришлось прервать учёбу в институте журналистики в связи с мобилизацией как члена партии в московскую межобластную школу Главного управления госбезопасности НКВД СССР. Диплом журналиста по специальности «Газетный работник» Онгарбаев получил в декабре 1940 года, сдав государственные экзамены в Казахском коммунистическом институте журналистики.
В январе 1939 года возвращается в Казахстан в Алма-Ату в распоряжение НКВД Казахской ССР следователем, оперуполномоченным НКВД. В феврале 1940 года избирается секретарём парторганизации НКВД, а в июле 1941 года становится секретарём партколлегии ЦК КП(б) Казахстана. В кадровых документах этого периода, в анкетах и характеристиках указывается профессия: образование — журналист, по опыту работы — партработник.
В феврале 1943 года Акая Онгарбаева выдвигают на должность Министра Государственного контроля и одновременно Заместителем Председателя Совета Министров Казахской ССР. На этих постах он проработал более двенадцати лет. На четырёх (четвёртом, пятом, шестом и седьмом) съездах Компартии Казахстана избирался членом ЦК КП Казахстана, депутатом Верховного Совета Казахской ССР.
Акай Онгарбаев являлся представителем казахской партийно-советской номенклатуры, которая сложилась в годы войны и окрепла в послевоенное время. Со сменой партийного руководства республики в 1954—1955 годы произошла коренная смена первых руководителей министерств и ведомств под предлогом сочувствия «казахскому национализму». Это были годы освоения целинных и залежных земель, когда игнорировались национальные интересы и ценности. Следствием новой политики стало отстранение казахских кадров от власти, замена их кадрами из Центра по рекомендации ЦК КПСС.
В июне 1955 года Онгарбаева направляют в Семипалатинскую область заместителем председателя Облисполкома. Понимая значимость истории и культуры, Акай Онгарбаевич, будучи зампредом Семипалатинского облисполкома, инициировал и добился установлению памятника на могиле Абая Кунанбаева. А в 1960 году он назначается заместителем начальника и начальником отдела ЦСУ Казахской ССР.
В 1963 году стал директором совхоза им. Ильича (с. Энбэкши) Алакульского района Алма-Атинской области. Вскоре в 1965 году вернулся в город и стал заместителем начальника Главного управления вычислительных работ, где работал до ухода на пенсию.

## Последние годы жизни
В 1971 вышел на пенсию. Последние годы жизни преподавал курс «Бухгалтерского учёта в сельском хозяйстве» в институте Народного Хозяйства Казахской ССР.
Умер 20 сентября 1974 года. Похоронен на Кенсайском кладбище.

## Награды
За заслуги перед Родиной был награждён Орденом Трудового Красного Знамени, двумя орденами «Знака Почета», медалями Советского Союза, Почетными грамотами Верховного Совета Казахской ССР и другими наградами.